# Regueb (délégation)
Regueb est une délégation tunisienne dépendant du gouvernorat de Sidi Bouzid.
En 2004, elle compte 58 776 habitants dont 28 944 hommes et 29 832 femmes répartis dans 11 190 ménages et 13 042 logements.